# Kutenai (tribu)

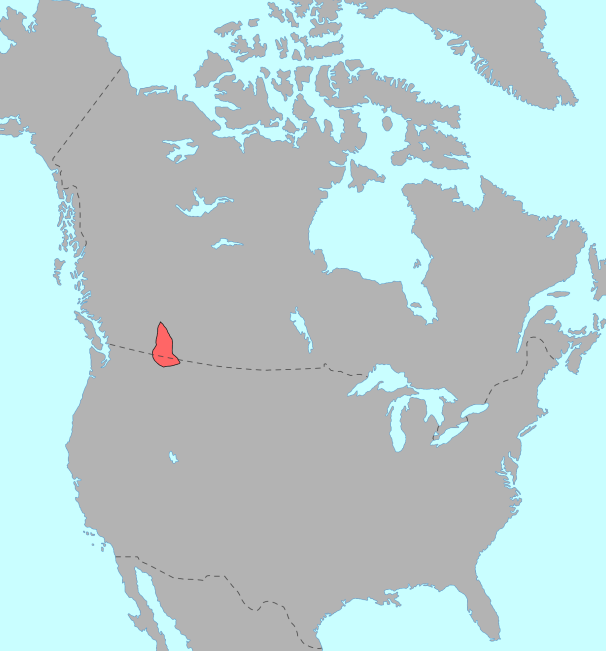
Localización de la tribu kootenai.

Los kutenai (también escrito como kootenai o kootenay o Ktunaxa) son una tribu amerindia  de Norteamérica. Se trata de una de las tres tribus de la Tribus Confederadas Salish y Kootenai de la Nación Flathead, en Montana, y forman parte de la nación Ktunaxa, en la Columbia Británica. También hay poblaciones estadounidenses en Idaho y Washington.
La Reserva India de los Flathead, donde viven, es también el hogar de las tribus Bitterroot Salish y Pend Oreille. Originalmente, vivía en la región del río Kootenay, al que dieron nombre.
Hay pruebas de que anteriormente vivían en las llanuras del este y que fueron expulsados a las montañas por los pies negros.
Forman parte del grupo Kitunahan, o quizás wakash. Su nombre proviene de «ktuna», deformación de uno de sus nombres, dutonaqa o tunahe, pero se llaman sanka. También fueron conocidos por otros nombres por otras tribus nativas: los sahantla («mala gente»), por los pies negros; los tlutlamaera («corta cuellos»), por los assiniboine; y los gutskiawe («mentirosos»), por los cree. 
Forman un grupo lingüístico aislado que habla la lengua kootenai, y se dividen en dos grupos:
- Upper, con los piegan de Canadá
- Lower, en Bonner’s Ferry (Idaho). Se dividen en cuatro grups: akiskemikiirik, akamnik, akanekunik y akiyenik.